# 韩义
韩义（前2世纪—前86年），西汉燕国（治今北京市西南）人。
汉武帝时，韩义任燕王刘旦郎中。汉武帝死後，汉昭帝年幼即位，始元元年（前86年），刘旦联合齐孝王之孙刘泽作乱，刘旦在燕国招募各郡的地痞，打造武器，不断扩大阅兵。韩义等人切谏，刘旦杀死韩义等十五人。后来魏相说韩义義無比干之親而蹈比干之節，大将军霍光用魏相的建议，擢升韩义的儿子韩延寿为谏大夫。